# Interogație retorică
Interogația retorică (latină interrogatio) este figura de stil alcătuită din una sau mai multe întrebări care nu sunt puse pentru a obține răspuns, ci pentru a comunica o idee sau o atitudine.

## Exemple
În poezia „Scrisoarea III” de Mihai Eminescu interogația retorică exprimă mirarea lui Baiazid când vede că domnul unei țărișoare îndrăznește să-l înfrunte.
Interogația retorică este întâlnită și în „Cântarea României” de Alecu Russo, autorul adresându-se patriei, ca și cum aceasta ar fi o persoană, întrebând-o „de ce zâmbetul tău e așa de amar” sau „pentru ce curg lacrămile tale?”.
De asemenea, în „De-abia plecaseși” de Tudor Arghezi interogația retorică din ultima strofă transmite cititorului lupta ce se dă în sufletul poetului, între glasul inimii care o vrea înapoi pe ființa iubită („de ce-ai plecat?”) și glasul orgoliului rănit („De ce-ai mai fi rămas?”).